# Hugo van den Broeck
Hugo Van den Broeck (Antwerpen, 15 november 1891 - Maastricht, 22 september 1960) was een Belgisch journalist, actief in de Vlaamse Beweging en het Vlaams activisme. Nadien werd hij Nederlands journalist en hoofdredacteur, alsook actief in de collaboratie.

## Levensloop
Toen hij dertien werd, ging Van den Broeck werken als telegrambezorger. Hij klom op tot postsorteerder en ging ondertussen avondlessen volgen bij de Katholieke Vlaamsche Hoogeschooluitbreiding (KVHU) en de Academische Leergangen geleid door de paters dominicanen. Hij knoopte goede relaties aan met de dominicaan Jules Perquy, directeur van de KVHU, die hem secretaris maakte van het Algemeen Werk der Geloofsverdediging. Hij werd tevens medewerker van het katholiek parlementslid Alfons Van de Perre. In die tweede functie werkte hij in 1914 actief mee aan de voorbereidingen voor het oprichten van De Standaard, die in december 1918 het daglicht zag.
Tijdens de Eerste Wereldoorlog behoorde hij tot een kleine club, waar ook August Borms en Hendrik Mommaerts toe behoorden, die elkaar regelmatig ontmoetten in het Antwerpse café De Vlaamsche Leeuw. De groep evolueerde naar het activisme en begon met de publicatie van een weekblad onder de naam De Eendracht. Van den Broeck liet zich in 1916 opmerken door de publicatie van een brochure, onder het pseudoniem H. De Wachter, met de titel Het herstel van België. Hij presenteerde er zich als een gematigde activist, die de toekomst van Vlaanderen nog steeds binnen het Belgisch koninkrijk projecteerde.
In 1917 werd hij door de Raad van Vlaanderen benoemd tot directeur-hoofdredacteur van een pas opgericht Centraal Vlaamsch Persbureau, dat moest fungeren als agentschap voor activistische berichtgeving. Hij combineerde die functie met een activiteit als ambtenaar op de Vlaamse afdeling van het Ministerie van Nijverheid en Arbeid. Tegelijk schreef hij artikels in het dagblad Het Vlaamsche Nieuws (onder het pseudoniem Jan van Ravenstein) en in de Groot-Nederlandse weekbladen Dietsche Stemmen en De Toorts (onder het pseudoniem Spectator).
Einde 1918 bleef hij in België en samen met Borms publiceerde hij het activistische sluikblad De Vrije Stem. Toen Borms in februari 1919 werd gearresteerd, vluchtte Van den Broeck vooralsnog naar Nederland. In België werd hij voor zijn activisme veroordeeld tot acht jaar gevangenis. Hij vestigde zich in Den Haag en sloot zich aan bij de zich daar bevindende activisten, meer bepaald bij de Dietsche Bond. Hij schreef artikels voor het Vlaamsch Persbureau, voor het pacifistisch weekblad The Word en voor De Toorts. 
Hij werkte enkele maanden bij het scheepsbouwbedrijf Feijenoord in Rotterdam, maar in 1920 werd hij weer voltijds journalist als politiek redacteur bij het katholiek dagblad De Tijd. Hij kreeg bekendheid als commentator van de Nederlandse politiek, maar onthield zich van commentaren over de politiek in Vlaanderen. Hij ontwikkelde goede contacten met prominente figuren binnen de Roomsch-Katholieke Staatspartij.
Hij bleef verbonden aan De Tijd tot de krant in 1931 financiële moeilijkheden kende. In september van dat jaar werd hij hoofdredacteur van De Limburger Koerier, het belangrijkste katholieke dagblad in Nederland. Hij verhuisde naar Maastricht en liet zich naturaliseren tot Nederlander. Samen met onder meer de oud-activist Albert Van de Poel, hoofdredacteur van het Dagblad van Noord-Brabant en Zeeland, richtte hij in 1934 het Comité voor Nationale Veiligheid op. De vereniging voerde actie voor de versterking van het Nederlandse leger in oppositie met de ontwapeningspolitiek gevoerd door de regering Hendrikus Colijn.
Van den Broeck verhulde zijn sympathieën niet voor het Groot-Nederlandse en extreemrechtse nationalisme en nam, tijdens de meidagen van 1940 enthousiast stelling ten voordele van de Duitse agressie en bezetting die hij het begin van een nieuwe wereld noemde. Ondanks heel wat oppositie tegen deze houding, bleef hij de Limburger Koerier verder leiden en maakte dat de krant aansloot bij de Duitse propaganda. Daarnaast werd hij Limburgs voorzitter van het Duitsgezinde Verbond van Nederlandsche journalisten en raadslid in de Persgilde van de Nederlandsche Kultuurkamer. 
In september 1944 werd de publicatie van de Limburger Koerier stopgezet en vluchtte Van den Broeck naar Den Haag, die nog in Duitse handen was. In mei 1945 werd hij voor een paar weken gearresteerd en in mei 1946 voor een paar jaar opgesloten. De Commissie voor Perszuivering schorste hem voor veertien jaar als journalist. Het Bijzonder Gerechtshof in Roermond veroordeelde hem tot zeven jaar hechtenis. In april 1950 kwam hij vervroegd vrij. Hij ging weer in Maastricht wonen, waar hij in 1960 overleed. Zijn echtgenote Angelique Trasschaert overleed enkele maanden vroeger. Het echtpaar had verschillende kinderen, onder wie Frans en Clem Van den Broeck.

## Publicaties
- Het woningvraagstuk, 1913.
- als H. DE WACHTER, Het herstel van België, 1916.
- als SPECTATOR, Proeve van een politiek program voor katholieke nationalisten in Vlaanderen, Brugge, Excelsior, 1924.
- Memorandum over de Buitenlandsche politiek van België, 1931.
- Vier jaar vaste koers, 1944 (de oorlogseditorialen van Van den Broeck; de publicatie van het boek werd verhinderd door de  bevrijding van Maastricht in september 1944).